# Inundatiekanaal

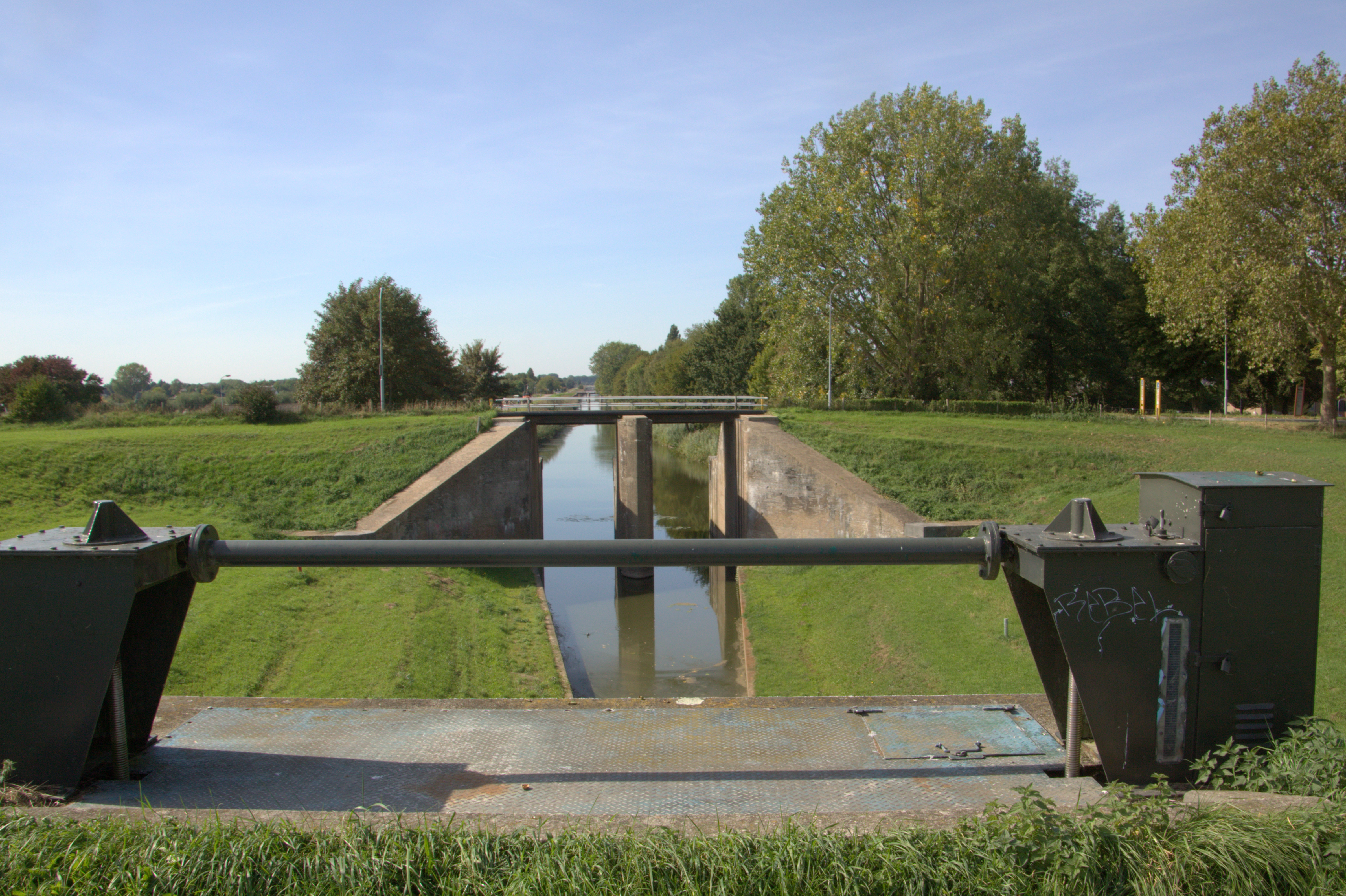
Het inundatiekanaal gezien vanaf de inlaat in Tiel

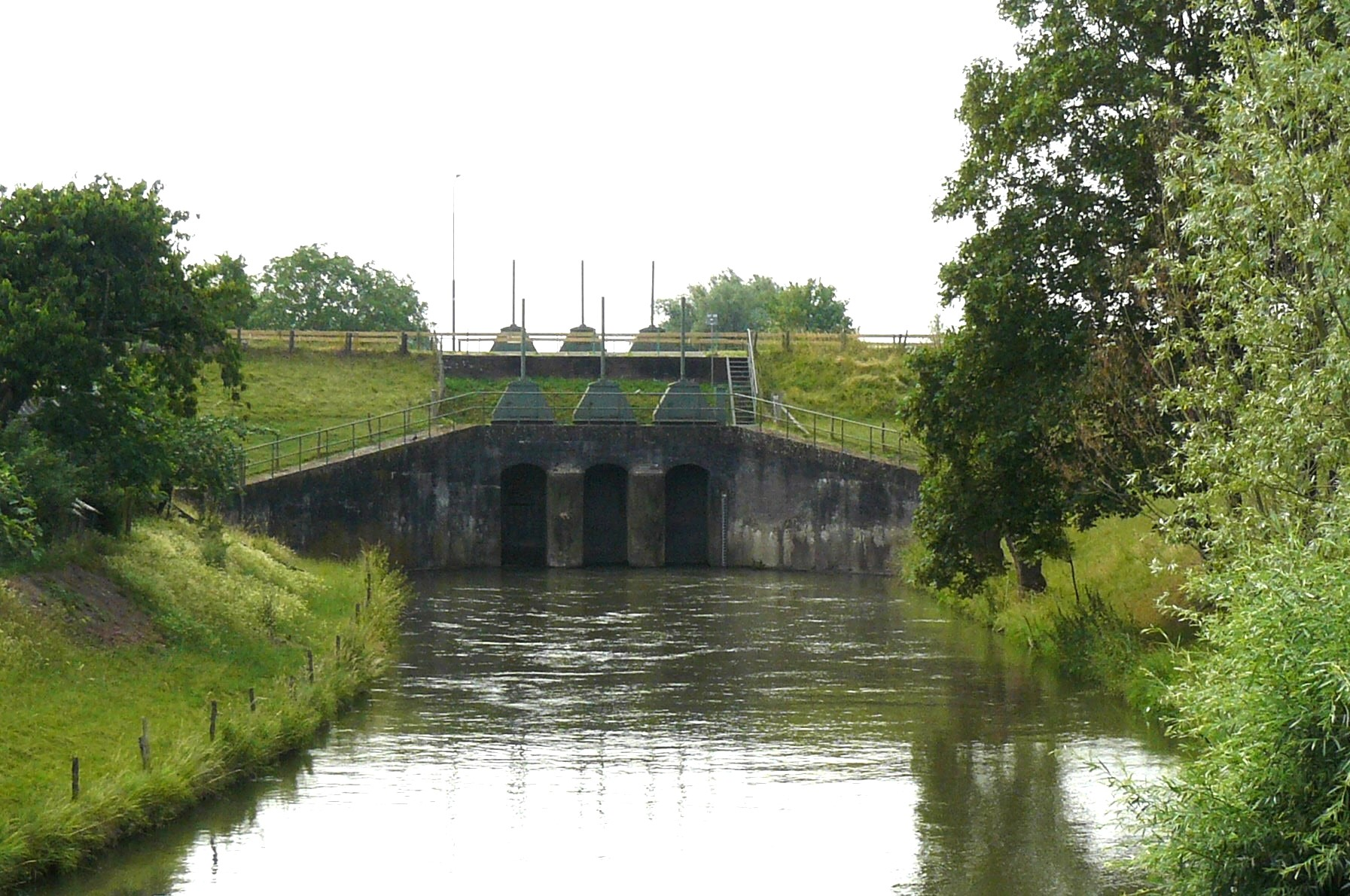
Een klein stukje van het inundatiekanaal met op de achtergrond de inundatiesluis in Wijk bij Duurstede

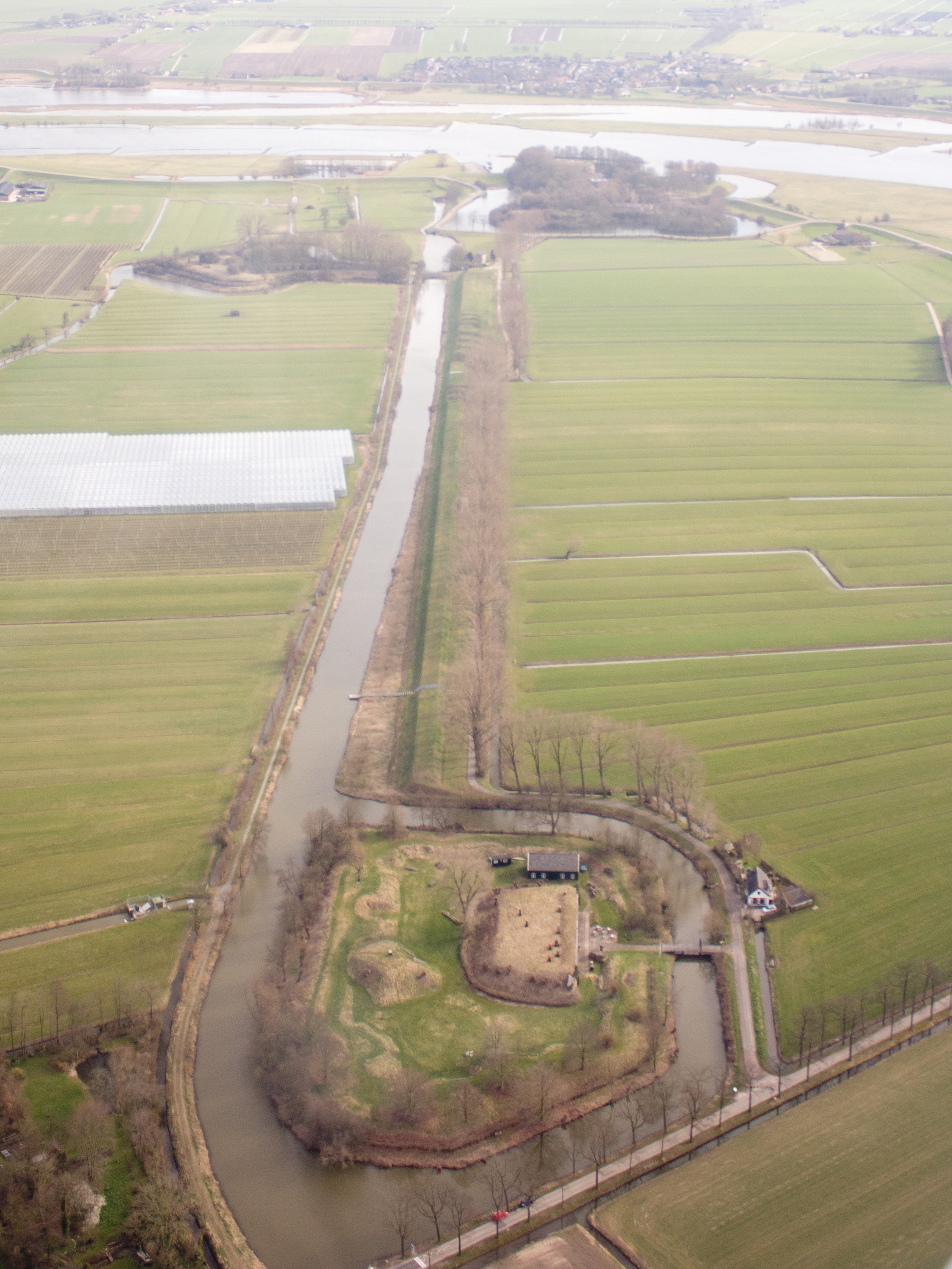
Inundatiekanaal gezien vanaf Werk aan de Korte Uitweg en op de achtergrond Fort Honswijk en de Lek

Een inundatiekanaal heeft tot taak water aan te voeren om inundatie te bewerkstelligen. Deze waterwegen zijn gegraven in opdracht van het leger.
Een militaire strategie om de vijand op een afstand te houden is het inunderen van het voorliggende land. Op het land wordt een laag water gezet van ongeveer 40 à 50 centimeter. Vijandelijke soldaten te voet hebben grote moeite dit te doorwaden om bij het doel aan te komen. Het water mag ook niet te hoog staan, anders kan de vijand met boten het waterobstakel passeren.
De aanvoer van voldoende water is essentieel. De waterinlaten liggen veelal langs rivieren, meren of de zee om de aanvoer van voldoende water te verzekeren. Veelal werd gebruik gemaakt van bestaande wateren, zoals vaarten, sloten en dergelijke om het water naar de inundatievelden te voeren. In uitzonderlijke gevallen werden speciale kanalen gegraven om de aanvoer te versnellen.
In Nederland zijn diverse kanalen voor dit specifieke doel gegraven. Na de Frans-Duitse Oorlog van 1870-71 werd de noodzaak groter om de inundaties snel te realiseren. Bij een inval zou het Duitse leger eerder bij de waterlinie aankomen dan het Franse leger die eerst door België moest trekken. In de jaren erna zijn diverse projecten ten uitvoer gebracht, waaronder:
- In april 1870 werd het gemeentebestuur van Tiel benaderd met het plan om aan de Waal een inundatiesluis te bouwen en een inundatiekanaal van drie kilometer lang te graven.[1] Het Ministerie van Oorlog wilde extra water aanvoeren naar de Linge om het gebied ten oosten van Asperen, de polders van de Culemborgerwaard en de Tielerwaard, te inunderen als deel van de Nieuwe Hollandse Waterlinie.[2] In 1878 startten de werkzaamheden en er werden bruggen gebouwd bij de Ophemertsedijk, de Kruisstraat, de Oude Tielseweg en de Lingedijk.
- In 1870 werd in Wijk bij Duurstede een 350 meter lang en 30 meter breed inundatiekanaal gegraven en een inundatiesluis gebouwd in de dijk van de Nederrijn.[3] Het water stroomt via het korte kanaal naar de Kromme Rijn om het gebied ten zuiden en zuidoosten van Utrecht onder water te kunnen zetten. De militaire functie is reeds vervallen, maar nog altijd doen sluis en kanaal dienst om het water in de grachten van Utrecht door te spoelen.
- In hetzelfde jaar werd ook besloten een drie kilometer lang inundatiekanaal te graven van Fort Honswijk en langs het Lunet aan de Snel om de onderwaterzetting van het gebied ten zuidoosten van Utrecht te vergemakkelijken.[4] Het kanaal start bij Fort Honswijk aan de Lek en komt uit in de Schalkwijksche Wetering, waarlangs het water verder kan stromen. Het 15 à 20 meter brede kanaal werd gegraven tussen 1871 en 1874. De uitgegraven grond werd gebruikt om een aardlichaam op te werpen waarachter de troepen zich ongezien en veilig konden verplaatsen tussen de verdedigingswerken.